# Акадія

Національний прапор акадійців

Акаді у 1604—1607

Акаді у 1610—1613

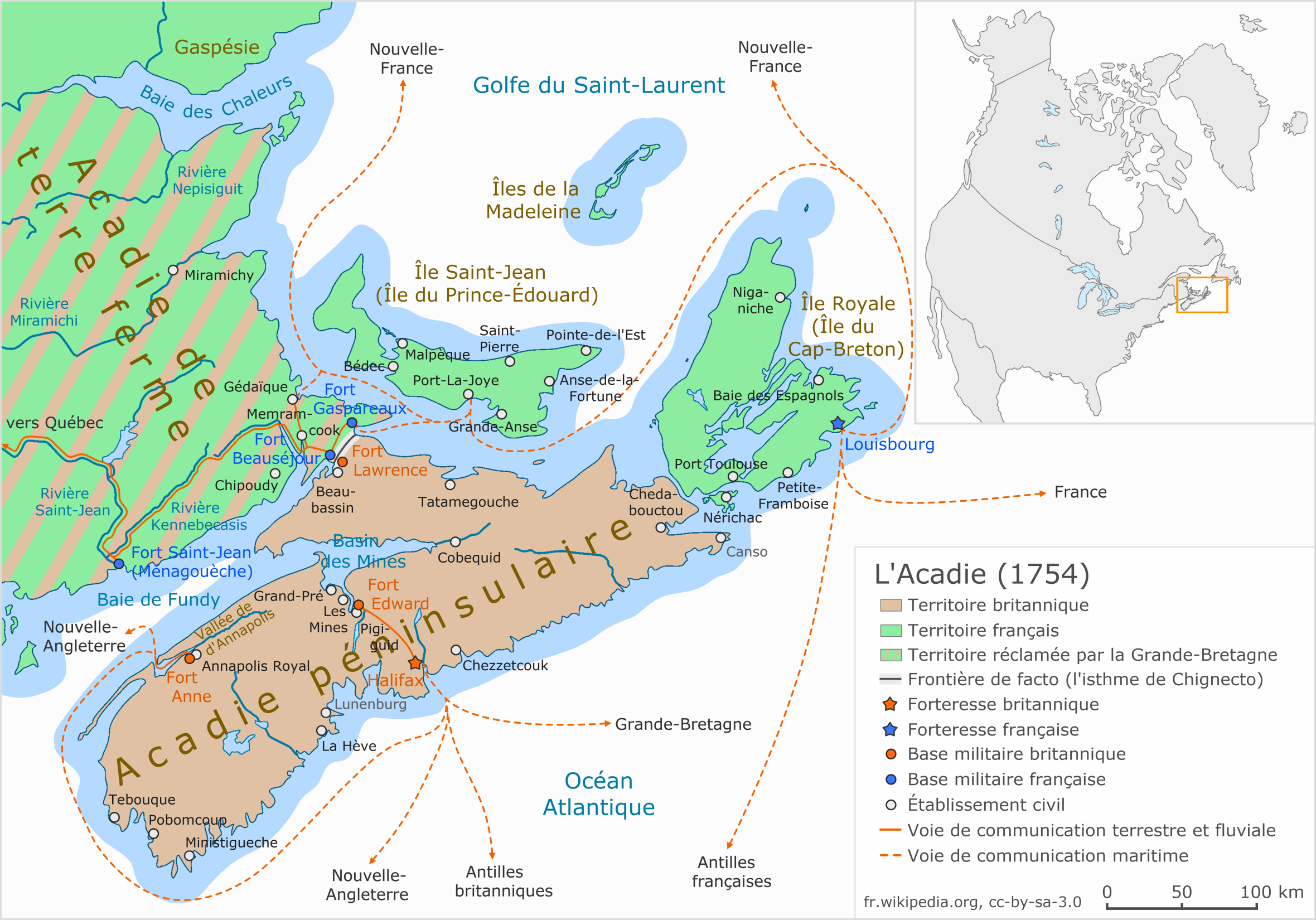
Акаді у 1754 році

47°39′55″ пн. ш. 65°45′15″ зх. д. / 47.6653° пн. ш. 65.7542° зх. д.
Акаді́я (фр. Acadie) — колишня колонія Франції в Північній Америці, на території сучасних канадських провінцій Нью-Брансвік, Нова Шотландія та Острів Принца Едварда (до 1798 острів Св. Івана — фр. Île Saint-Jean).
Колонія заснована в 1604 році Самюелем де Шампленом.
Через труднощі навігації та відсутність сухопутних доріг Акадія була значною мірою ізольована як від метрополії, так і від Квебеку. Через це нащадки колоністів — акадійці — здавна позиціонували себе окремо не тільки від французів з Франції, а й від сучасних квебекуа.
З 1713 року за Утрехтською угодою Акадію передано Великій Британії, а в 1755 році акадійців примусово депортовано. Хоч акадійцям у 1766 році дозволено повернутися на батьківщину після припинення існування Нової Франції, у Нью-Брансвік у міжчассі переселились чимало британців. Повернувшись, акадійці розселилися невеличкими групами по території Нью-Брансвіку, Нової Шотландії та Острова Принца Едварда. Найбільш компактно заселили вони території на півночі Нью-Брансвіку (Акадійський півострів, місто Едмундстон) та місто Монктон.
Ще донедавна акадійців Нової Шотландії та Острова Принца Едварда було позбавлено права на французькі школи: аж у 1980-ті роки ситуація покращилася, коли значну частину з них вже було асимільовано. Складаючи близько третини населення, вони згодом домоглися офіційного статусу для французької мови в Нью-Брансвіку.
Покровителька Акадії та акадійців — свята Анна (фр. Sainte Anna).